# Heishui He
Heishui He (kinesiska: 黑水河) är ett vattendrag i Kina. Det ligger i provinsen Sichuan, i den sydvästra delen av landet, omkring 140 kilometer norr om provinshuvudstaden Chengdu.
Genomsnittlig årsnederbörd är 1 209 millimeter. Den regnigaste månaden är juli, med i genomsnitt 276 mm nederbörd, och den torraste är december, med 10 mm nederbörd.